# Фабер, Абрахам
Абрахам Фабер (фр. Abraham de Fabert; 11 октября 1599, Мец — 16 мая 1660, Седан) — маршал Франции с 1658 года.

## Биография
Обладал редкими в то время познаниями в инженерном искусстве. Будучи губернатором Седана, значительно, на собственный счёт, усилил его укрепления. 
В 1654 году руководил осадой крепости Стене на Маасе, причём впервые были применены новые способы осады крепостей (параллели и траншеи), изобретённые Фабером. Его дело продолжил и усовершенствовал маршал Вобан.